# آمال بنت
أمل بنت بشير (بالفرنسية: Amel Bent)‏، اسمها الكامل أمل بنت بشير، مغنية فرنسية ولدت في 21 يونيو 1985 بباريس (فرنسا)، عن أب جزائري وأم مغربية.

## روابط خارجية
- آمال بنت على موقع IMDb (الإنجليزية)
- آمال بنت على موقع ألو سيني (الفرنسية)
- آمال بنت على موقع ميوزك برينز (الإنجليزية)
- آمال بنت على موقع أول ميوزيك (الإنجليزية)
- آمال بنت على موقع ديسكوغز (الإنجليزية)
- آمال بنت على موقع قاعدة بيانات الفيلم (الإنجليزية)
- آمال بنت على موقع كينوبويسك (الروسية)